# 乾祐 (五代後漢)
乾祐（けんゆう）は、五代十国時代において後漢の初代皇帝劉知遠（高祖）および第2代皇帝劉承祐（隠帝）の治世で用いられた元号。948年 - 950年。呉越の忠懿王銭俶と楚の廃王馬希広も使用した。
さらに951年以降、北漢の初代君主劉旻（世祖）と第2代君主劉鈞（睿宗）の治世で956年まで使用された。

## 西暦・干支との対照表
後漢
| 乾祐 | 元年  | 2年   | 3年   |
| 西暦 | 948年 | 949年 | 950年 |
| 干支 | 戊申  | 己酉  | 庚戌  |

北漢
| 乾祐 | 4年       | 5年   | 6年   | 7年       | 8年   | 9年   |
| 西暦 | 951年     | 952年 | 953年 | 954年     | 955年 | 956年 |
| 干支 | 辛亥      | 壬子  | 癸丑  | 甲寅      | 乙卯  | 丙辰  |
| 後周 | 広順 元年 | 2年   | 3年   | 顕徳 元年 | 2年   | 3年   |